# Nhà tiếp thị
Nhà tiếp thị hay còn gọi là Marketer, xét về mặt cấu trúc, thuật ngữ Marketer gồm gốc “market” có nghĩa là “chợ” hay “thị trường” và hậu tố “er” chỉ người. Nhà tiếp thị là những người làm về lĩnh vực Marketing, là những người thực hiện công việc nghiên cứu, phân tích thị trường, lên kế hoạch, chiến lược cụ thể nhằm tạo ra sản phẩm, dịch vụ có giá trị, mang lại hiệu quả kinh doanh cho doanh nghiệp.
Nhiệm vụ chính của các nhà tiếp thị là tạo ra được sự khác biệt vượt trội cho sản phẩm, dịch vụ của doanh nghiệp so với các đối thủ cạnh tranh trên thị trường. Nhà tiếp thị nghiên cứu nhu cầu và mong muốn của khách hàng nhằm tạo ra các giá trị đáp ứng nhu cầu đó và tạo ra xu hướng các nhu cầu mới cho người tiêu dùng. Nhà tiếp thị còn thực hiện việc truyền thông giá trị sản phẩm, dịch vụ và hình ảnh thương hiệu đến thị trường.
Có 6 dạng nhà tiếp thị chính:
- Nhà tiếp thị tập trung vào tăng trưởng: họ thường nghĩ về tăng trưởng ở cấp độ rộng hơn, toàn diện hơn. Những người này thường nhìn vào các yếu tố tiếp thị để đóng góp cho sự tăng trưởng, từ cộng đồng đến nội dung, từ phương tiện truyền thông xã hội để tiếp thị qua email... Họ tạo ra sự tăng trưởng bền vững bằng cách kết nối các bộ phận, công cụ lại với nhau để xây dựng một bộ máy làm việc không bị phá vỡ và đạt được kết quả nhanh chóng.
- Nhà tiếp thị nội dung: công việc của họ là sản xuất nội dung chất lượng phù hợp và thú vị với đối tượng mục tiêu, sau đó phân phối đến đúng nơi. Họ tận dụng nội dung dưới mọi hình thức như một công cụ giáo dục và duy trì. Những người này có khả năng chắt lọc những ý tưởng phức tạp thành ngôn ngữ đơn giản để truyền tải đến khách hàng.
- Nhà tiếp thị tập trung vào cộng đồng: công việc của họ là kết nối các thành viên hoặc khách hàng lại với nhau, để tăng sự tương tác, sự hài lòng của người tiêu dùng và xây dựng nhóm những người ủng hộ thương hiệu một cách trung thành. Họ tạo ra môi trường giúp cho sự tham gia của người dùng với nhau để tạo ra trải nghiệm có ý nghĩa và có giá trị hơn; từ đó doanh nghiệp có sự hiểu biết sâu sắc hơn về nhu cầu và sở thích của người tiêu dùng.
- Nhà tiếp thị truyền thông: họ đại diện cho tiếng nói của thương hiệu. Công việc của họ là chịu trách nhiệm duy trì một luồng thông tin nhất quán từ các kênh và làm cho nó thú vị để thu hút người tiêu dùng, ngoài ra họ cũng phải đối phó với những khiếu nại của khách hàng, phản hồi và dập tắt những nội dung, thông tin xấu cho thương hiệu.
- Nhà tiếp thị tập trung vào việc duy trì: công việc của họ là giữ cho người tiêu dùng hài lòng và quay trở lại. Họ biết chính xác làm thế nào để theo dõi người tiêu dùng thông qua hành trình khách hàng và phân tích hành vi tại mỗi điểm tiếp xúc. Họ chuyên gia tối ưu hóa và sẽ đưa ra các khuyến nghị về cách cải thiện sản phẩm, nội dung, sao chép và nhiều hơn nữa để cải thiện trải nghiệm cho khách hàng.
- Nhà tiếp thị toàn tập: họ là người định hướng, giải quyết theo số liệu, thực hiện và quản lý toàn bộ hành trình người tiêu dùng và kênh của người tiêu dùng. Họ có thể làm việc đồng thời trên một chiến dịch, một quy trình nội bộ mới, viết lại bản sao cho một trang web mới, đồng thời điều hành phương tiện truyền thông xã hội của công ty.

- Nghiên cứu dự báo thị trường: Nghiên cứu thị trường là quá trình thu thập thông tin, phân tích dữ liệu, phân tích các đối thủ cạnh tranh của doanh nghiệp, xác định xu hướng... trên thị trường. Nhà tiếp thị cần phải nghiên cứu thị trường không ngừng, cung cấp cho doanh nghiệp cái nhìn toàn diện nhất về thị trường để tạo ra dữ liệu về khách hàng, hành vi, mức độ cạnh tranh... Từ đó doanh nghiệp có thể hiểu về thị trường và đưa ra được các quyết định tối ưu.
- Phân khúc thị trường, xác định mục tiêu: Trong một thị trường rộng lớn sẽ chia thành nhiều thị trường nhỏ hơn và mang những đặc điểm, nhu cầu khác nhau. Nhà tiếp thị cần phải nhìn nhận và phân khúc được những khách hàng ở trong một thị trường rộng lớn, từ đó xác định được mục tiêu của chiến lược doanh nghiệp. Nhà tiếp thị nếu làm tốt công việc phân khúc thị trường và xác định mục tiêu sẽ biết được phân khúc nào mà doanh nghiệp nên đầu tư, chú trọng vào nó và từ đó đem lại lợi ích cho doanh nghiệp.
- Xây dựng các chương trình phát triển sản phẩm mới: Sau khi phân tích nhu cầu thị trường, nhu cầu khách hàng, doanh nghiệp sẽ đưa ra mô hình sản phẩm thích hợp và tiến hành lên chiến lược cho sản phẩm ấy. Công việc của một nhà tiếp thị là phải xác định được khách hàng của sản phẩm này là ai, ở đâu, họ có những đặc điểm gì.. và xây dựng các chiến lược marketing hỗn hợp (marketing mix), chiến lược bán hàng cho nó. Ngoài ra còn thu thập thông tin về mức độ chấp nhận sản phẩm trong thị trường, lấy ý kiến khách hàng từ đó cải thiện, phát triển và hoàn thiện sản phẩm.
- Xây dựng và thực hiện chiến lược marketing: Không phải doanh nghiệp nào cũng phát triển sản phẩm mới vì việc đó sẽ gây nhiều rủi ro cho doanh nghiệp. Đối với các sản phẩm hiện tại của doanh nghiệp, các nhà tiếp thị cần phải lên kế hoạch tiếp thị, truyền thông cho sản phẩm trong từng thời kỳ bao gồm: Chiến lược sản phẩm (cải tiến bao bì, mẫu mã sản phẩm, xây dựng các dịch vụ hỗ trợ, các chủng loại và danh mục sản phẩm...), chiến lược giá, chiến lược phân phối, chiến lược quảng bá (truyền thông, quảng cáo, PR, khuyến mãi....)
- Thiết lập mối quan hệ với các bên truyền thông: Trong việc kinh doanh, hình ảnh của doanh nghiệp trong mắt khách hàng là rất quan trọng. Nhà tiếp thị sẽ cần xây dựng một mối quan hệ tốt đẹp với các bên truyền thông để ưu tiên cho doanh nghiệp của mình qua đó truyền tải hình ảnh tốt của doanh nghiệp tới khách hàng và hạn chế, xử lý những khủng hoảng truyền thông không mong muốn cho doanh nghiệp.

1. ↑  "6 types of maketers to hire". Bản gốc lưu trữ ngày 28 tháng 4 năm 2017.

- Marketing
- Tiếp thị kỹ thuật số
- Influencer Marketing
- Marketing nội dung